# Jižní Brdy
Jižní Brdy je vžité pojmenování pro jižní část nejvyššího celku Brdské vrchoviny, Brd. Zhruba se kryje s vymezením Třemšínské vrchoviny, která je okrskem Brdské vrchoviny. Nacházejí se zde dva z brdských kopců s výškou přesahující 800 metrů nad mořem: Třemšín (827 m), nejvyšší hora Jižních Brd, a vrch Nad Marastkem (805 m), nejvyšší kopec části Brd v Plzeňském kraji.

## Geomorfologie
Jižní Brdy tvoří několik hřebenů. Hlavní brdský hřeben sem přichází od severu ze Středních Brd přes vrch Na Skláři (701 m), vystupuje na vrch Na skálách (746 m) s přírodní rezervací a přes Getsemanku (761 m) stoupá až na vrch Nad Marastkem (805 m). Tady se větví do několika ramen. Přímo na západ pokračuje až na vrch Kokšín (684 m); k jihu vede přes Fajmanovy skály (771 m) s přírodní rezervací, na vrch Pod kamením (688 m) v obci Chynín. Samotný hlavní hřeben vede od Marastku na jihovýchod a širokým sedlem přechází na vrch Hřebenec (také Hřebence) (742 m) s chráněným rozsáhlým kamenným mořem a kopec Holý vrch (788 m). Odtud k severu vybíhá ostruha, vrcholící Hengstem (757 m), kde snad bývalo hradiště. Dál na východ vede hřeben na Třemešný vrch (697 m), vystupuje na vrch Štěrbina (754 m) a zde se opět stáčí k jihovýchodu a přes Hradecký hřeben končí nad obcí Volenice nedaleko Březnice. Z Holého vrchu přímo na jih pak stoupá hřeben přes Křemel (790 m) až na nejvyšší vrch této části Brd, Třemšín (827 m) s ještě patrnými zbytky bývalého hradu. Ještě před samotným hradem zde byla patrně dvě hradiště, jejichž původ je však nejasný. Pak hřeben pokračuje na jihozápad přes Nahořov (750 m) a kopcem Vrchy (712 m) nad Starým Smolivcem zaniká.

## Příroda a ochrana
Fytogeograficky spadají Jižní Brdy spolu s tzv. Středními Brdy do oblasti oreofytika (oblast horské květeny).
Před zahrnutím do CHKO Brdy bylo toto území rozděleno mezi dva přírodní parky: přírodní park Brdy vyhlášený v Plzeňském kraji a přírodní park Třemšín vyhlášený ve Středočeském kraji.
Je zde 5 přírodních rezervací (Na skalách, Chynínské buky a Fajmanovy skály - Klenky, Getsemanka a Kokšín) a 3 přírodní památky (Míšovské buky, Třemešný vrch, Hřebenec, ). V těchto chráněných územích najdeme zbytky původního vegetačního pokryvu, kamenná moře, ohrožené druhy rostlin i živočichů.

## Turistika
Tato část Brdské vrchoviny je přístupná veřejnosti, vede tudy řada turisticky značených cest a kromě pěších a běžkařů je toto území oblíbené i mezi cyklisty. Přesto však, zřejmě v důsledku obtížnější dopravní dostupnosti, jsou Jižní Brdy nejméně navštěvovanou částí Brdské vrchoviny.[zdroj⁠?!]
Nejvhodnějšími východisky[zdroj?] jsou Rožmitál pod Třemšínem, Březnice, Hvožďany, Roželov, Starý Smolivec, Teslíny, Míšov a Spálené Poříčí. Pouze do Rožmitálu a Březnice je železniční spojení, autem se sem lze dostat po silnici I/18 z Příbrami do Rožmitálu, po silnici I/19 z Rožmitálu do Plzně nebo po silnici II/191 z Rožmitálu přes Starý Smolivec do Nepomuku nebo silnicí II/176 z Březnice do Hvožďan a Starého Smolivce.